# 特勒貝斯巴赫河
49°35′36″N 12°23′24″E / 49.59325°N 12.38991°E

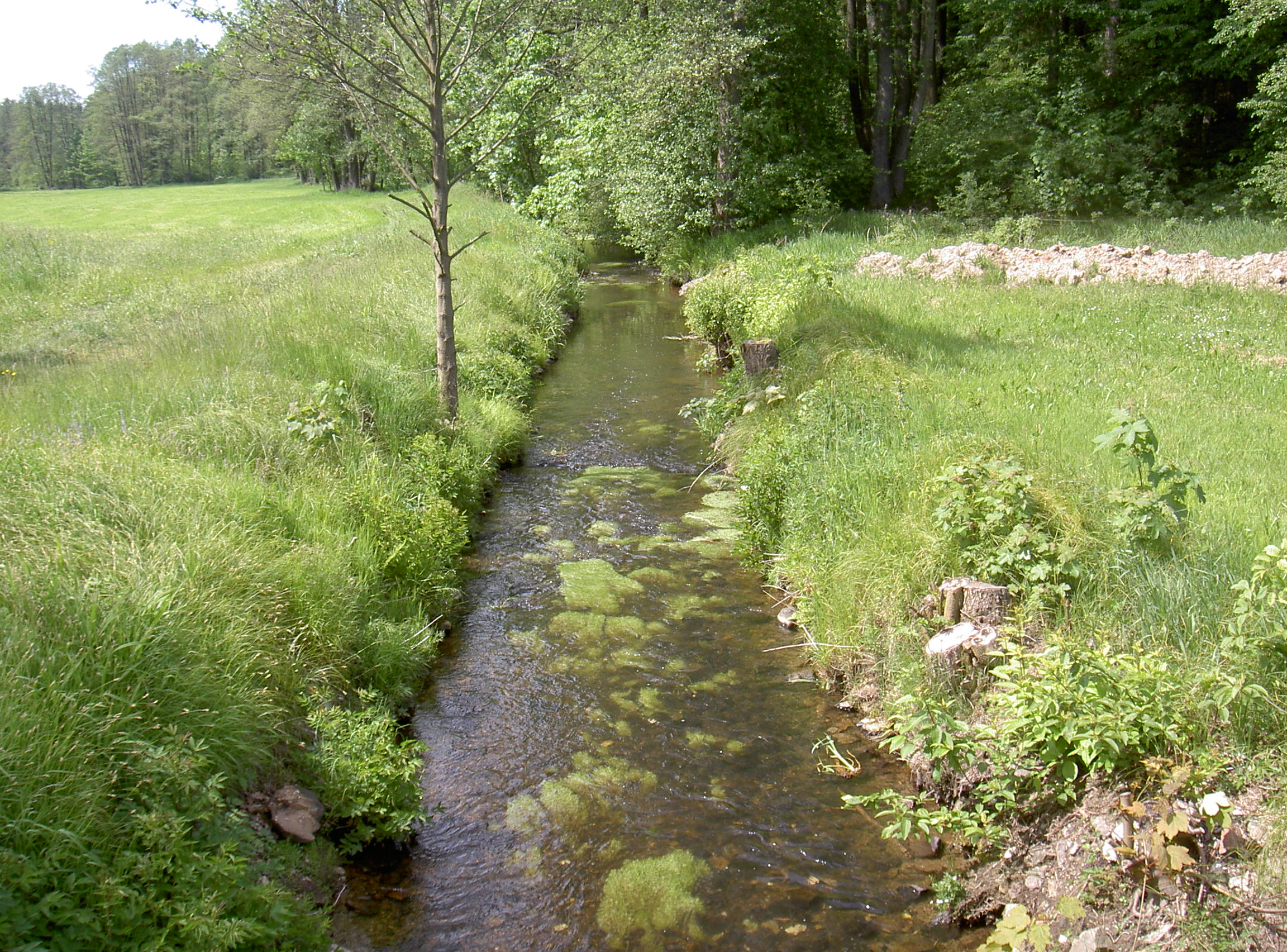

特勒貝斯巴赫河是德國的河流，位於該國東南部，由巴伐利亞負責管轄，屬於普夫賴姆德河的左支流，河道全長11.6公里，流域面積32.7平方公里。